# Історія батареї

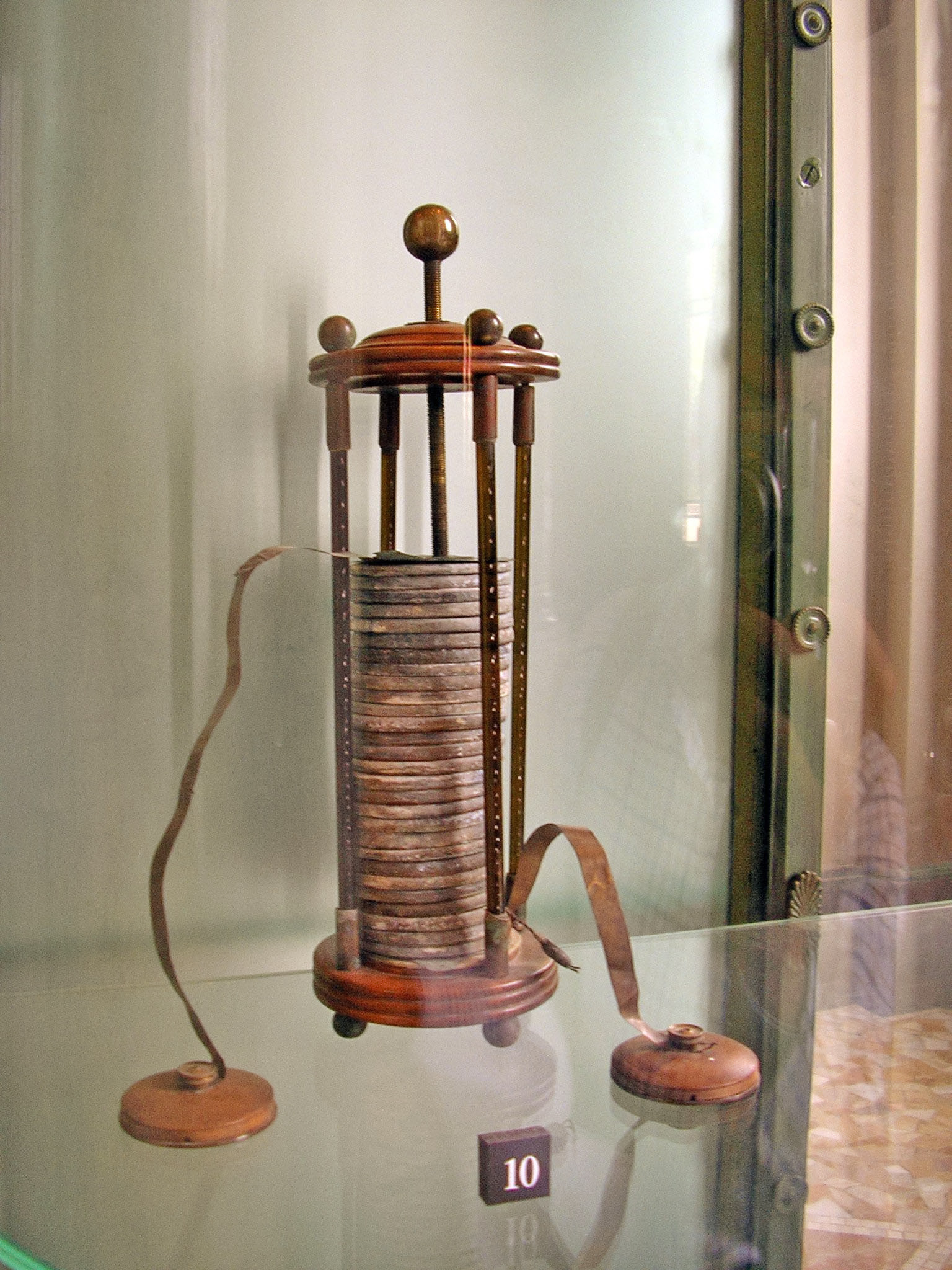
Вольтів стовп — найперша хімічна батарея

Батарея була основним джерелом електричної енергії до появи і розвитку електричних генераторів і електромереж наприкінці 19-го століття. Послідовний розвиток технологій із створення батарей сприяв значним досягненням у галузі електрики, від перших наукових досліджень до виникнення телеграфу і телефонів, і зрештою призвів до появи портативних комп'ютерів, мобільних телефонів, електромобілів, і багатьох інших електричних пристроїв.
Науковці і інженери розробили декілька комерційно важливих типів батарей. Комірки із рідким електролітом були відкритими контейнерами, в яких містилася рідина (електроліт) і металеві електроди. Коли батарея повністю вичерпувалася, вона оновлювалася шляхом заміни електроліту і електродів. Відкриті контейнери були не придатні для мобільного чи переносного використання. Такі батареї мали комерційне використання у телеграфних та телефонних системах. Перші електричні автомобілі використовували напівгерметичні батареї з рідким електролітом.
Одна із важливих класифікацій батарей стосується їх життєвого циклу. "Первинні" батареї можуть виробляти струм одразу після їх виготовлення, однак як тільки активні елементи вичерпаються, їх не можна зарядити за допомогою електрики знов. Розвиток свинцево-кислотних акумуляторів і наступних за ними "вторинних" або "перезаряджуваних" типів батарей, дозволили здійснювати відновлення енергії комірки, що дозволило продовжити термін служби зібраних комірок. Поява батарей на основі нікелю і літію в кінці 20-го століття дало можливість створювати незліченну кількість портативних електронних пристроїв, починаючи від потужних ліхтарів закінчуючи мобільними телефонами. Дуже великі стаціонарні батареї знайшли своє застосування у мережевих сховищах енергії, де вони допомагають стабілізувати мережі розподілу електроенергії.

## Експерименти

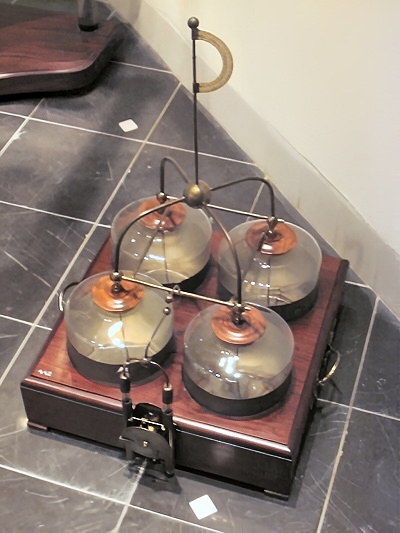
Батарея, що складається із з'єднаних скляних конденсаторів (Лейденські банки)

В 1749, Бенджамін Франклін, американський полімат і батько-співзасновник США, вперше використав термін "батарея", що описувало сполучені між собою конденсатори, які він використовував в експериментах з електрикою. Ці конденсатори представляли собою колби із скла, покриті металом з кожної сторони. Ці конденсатори заряджалися за допомогою електростатичного генератора і розряджалися за допомогою контакту їх електрода до металу. Сполучення їх разом у "батарею" дозволило отримати більш сильний розряд. Початково цей термін мав загальне значення "групи із двох або більше подібних об'єктів, що функціюють разом", як, наприклад, артилерійська батарея, цей термін почали використовувати для Вольтових стовпів і подібних пристроїв, в яких багато електрохімічних комірок з'єднувалися між собою аналогічно до Бенджамін Франклін. Сьогодні навіть одинична електрохімічна комірка як правило називається батареєю.

## Винайдення

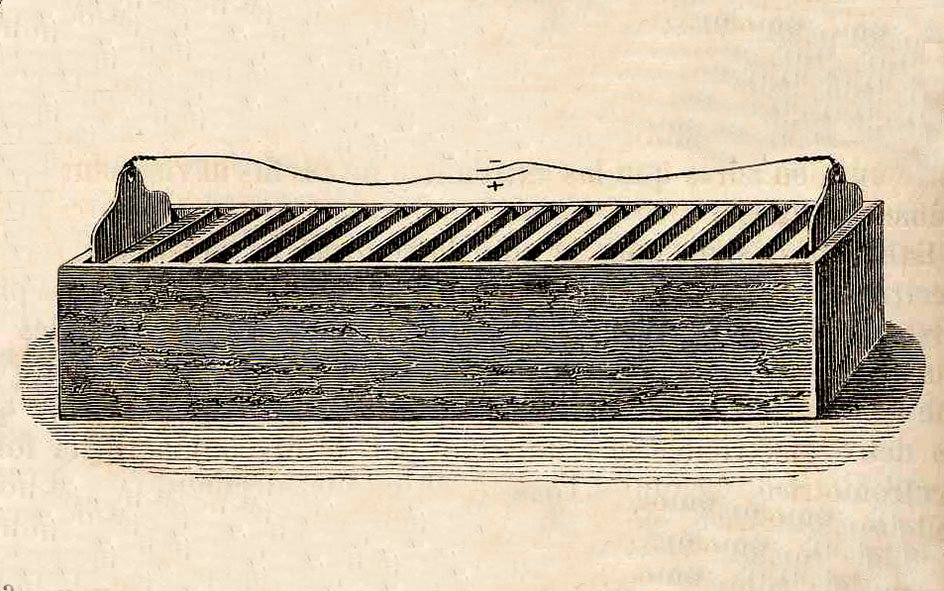
Поздовжня батарея, яка за принципом також є Вольтовим стовпом, який розміщено горизонтально, аби уникнути витік електроліту.

В 1780, Луїджі Гальвані препарував жабу, яка була підвішена до  латунного гачка. Коли він доторкнувся до її лапи своїм залізним скальпелем, нога жаби здригнулася. Гальвані вважав, що енергія, яка призвела до цього скорочення, походила із самої лапи і назвав це «електрикою тварин».
Однак, його друг і науковий співробітник, Алессандро Вольта, не погодився з цією думкою, і вважав що феномен було спричинено наявністю двох різних металів, які контактували за допомогою вологого посередника. Він перевірив свою гіпотезу за допомогою експерименту, і опублікував результати в 1791 році. В 1800 р., Вольта винайшов першу справжню батарею, що стала відома як Вольтів стовп. Вольтів стовп складався із декількох пар дисків виготовлених із міді та цинку, що розміщувалися зверху один за одним, розділених між собою шарами тканини або картону, вимоченими в ропі (тобто, в електроліті). На відміну від лейденської банки, вольтів стовп утворює постійну електроенергію зі сталим струмом, і втрачає малу кількість заряду коли він не використовується, хоча ранні моделі не дозволяли отримати достатньо сильну напругу, аби утворилися іскри. Він проводив експерименти з різними металами і знайшов, що цинк і срібло давали найкращий результат.
Вольта вважав, що струм виникає в результаті того, що два різні матеріали просто торкаються один одного через існування деякої контактної напруги — застаріла наукова теорія — а не в результаті хімічних реакцій. Як наслідок, він вважав що корозія цинкових пластин не є недоліком, що із цим пов'язаний, який можливо можна було б усунути заміною матеріалів якимось чином. Однак, жоден вчений так і не досяг успіху у спробах запобігти цій корозії. Насправді, відповідно до спостережень корозія відбувалася швидше, при утворенні більшого струму. Це стало свідченням того, що корозія була є важливою частиною процесу, що пов'язана зі здатністю батареї виробляти струм. Це, частково, призвело до відмови від теорії контактної напруженості Вольта на користь електрохімічної теорії. Відповідно до ілюстрацій Вольта із його Короною із Чашами і вольтового стовпа, вони мають додаткові металеві диски зверху і знизу, що як відомо зараз не є необхідними. Зображення, що належить до цього розділу із вольтовим стовпом із цинку і міді мають сучасний дизайн, що вказує на те, що "контактна напруга" не є джерелом електрорушійної сили для вольтового стовпа.
Оригінальні моделі вольтового стовпа, які створив Вольта, мали деякі технічні недоліки, один з яких був пов'язаний з протіканням електроліта через значну вагу дисків, які стискали тканину змочену в ропі, що спричиняло короткі замикання. Шотландський дослідник на ім’я Вільям Крюйкшенк розв'язав цю проблему поклавши елементи у коробці замість того, щоб укладати їх у стопку.  Сам Вольта винайшов варіант, який складався із ланцюжка банок наповнених солоним розчином, сполучених між собою металевими дужками, що занурювалися у рідину. Цей варіант батареї був відомий як Корона із чаш. Її металеві дужки були зроблені із двох різних металів (цинку і міді) спаяних між собою. Ця модель також довела свою кращу ефективність в порівнянні із початковими стовпцями,, хоча не стала популярною.

Вольтів стовпець із цинку і міді

Іншою проблемою батарей Вольта був їх короткий строк служби (декілька годин в найкращому випадку), що було спричинено двома явищами. Першим недоліком було те, що струм який утворювався завдяки електролізу розчину електроліту, призводив до появи плівки із водневих бульбашок, що утворювалися на міді, що призводило до постійного збільшення внутрішнього опору батареї (цей ефект, що називається поляризацією, в сучасних батареях усувається за допомогою додаткових дій). Іншим недоліком було явище, яке називається локальною дією, при якому відбувалися короткі замикання довкола домішок цинку, що призводило до деградації цинку. Цю проблему в 1835 вирішив Вільям Стерджен, який встановив, що амальгама цинку, поверхня якого покривалася деякою кількістю ртуті, не мала недоліку із локальною дією.
Незважаючи на ці недоліки, батареї Вольта забезпечували більш стабільний струм, ніж Лейденські банки, і дали дорогу багатьом новим експериментам і відкриттям. Наприклад завдяки цим батареям Ентоні Карлайл і Вільям Ніколсон провели перший електроліз води.

## Перші практичні батареї

### Комірка Деніелла

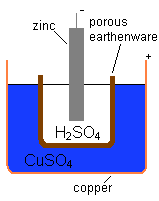
Схематичне представлення оригінальної комірки Деніелла

Британський хімік на ім'я Джон Фредерік Даніелл винайшов спосіб як розв'язати проблему з водневими бульбашками у Вольтовому стовпі використавши ще один електроліт, який поглинав водень, що утворювався першим електролітом. В 1836 році він винайшов комірку Деніелла, яка складалася з мідної банки, що заповнювалася розчином сульфату міді, в який занурювався неглазурований глиняний контейнер, наповнений сульфатною кислотою із цинковим електродом. Глиняний бар'єр був пористим, що дозволяло іонам проходити крізь нього, але не дозволяло розчинам змішуватися.
Комірка Деніелла була значно кращою, у порівнянні з існуючою на той час технологією, що використовувалася на початку розвитку батарей і була першим практичним джерелом електричної енергії. Вона забезпечувала надійніший струм, ніж комірка Вольта. Також вона була безпечнішою і менш корозійною. Вона мала робочу напругу приблизно 1,1 Вольта. Згодом це стало промисловим стандартом, що використовувався в основному у нових мережах телеграфного зв'язку.
Комірка Деніелла також використовувалася на той час як робочий стандарт для визначення одиниці вимірювання Вольт, яка є одиницею вимірювання електрорушійної сили.

### Комірка Бьорда
Одну із версій батареї, подібну до комірки Деніелла винайшов в 1837 фізик із лікарні Гая — Голдінг Бьорд, який використав гіпсову штукатурку як бар'єр, що не дозволяв змішуватися розчинам. Експерименти Бьорда із батареєю мали важливе значення для нової дисципліни електрометалургії.

### Версія із пористою чашею

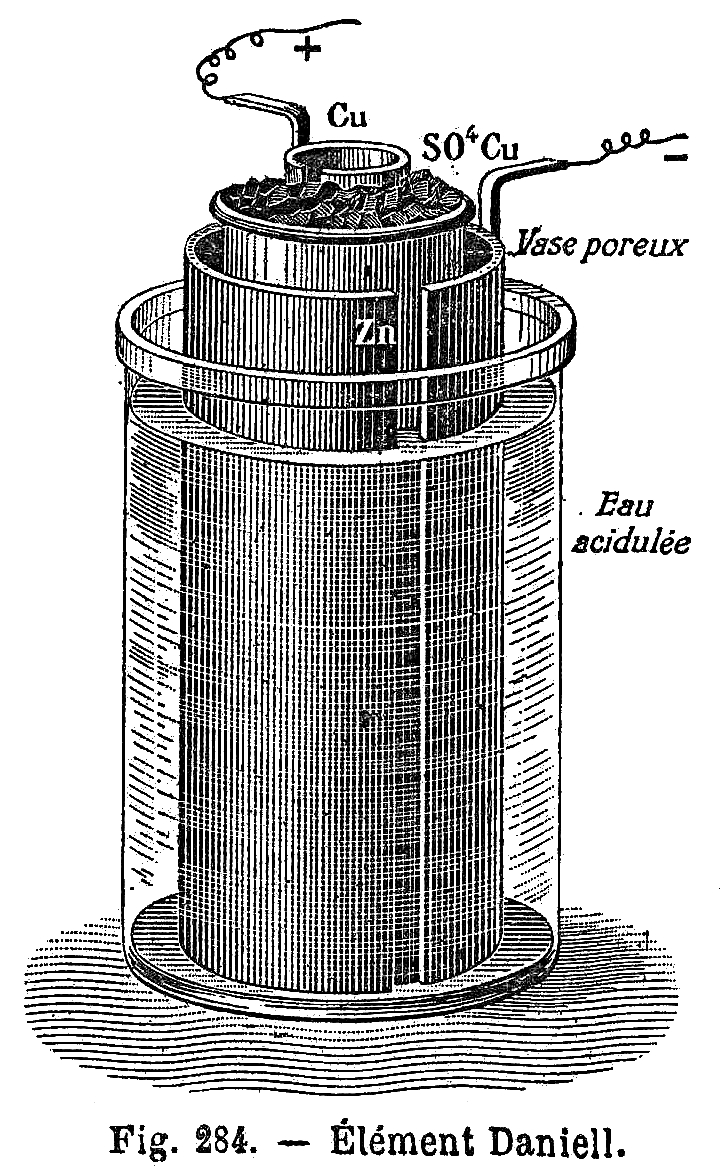
Версія комірки із пористою чашею

Версію з пористим сосудом комірки Деніелла винайшов  Джон Денсер, виробник інструментів із Ліверпуля, в 1838. Вона складалася із центрального цинкового анода зануреного у пористу глиняну чашу, в який містився розчин сульфату цинку. Пориста чаша в свою чергу занурювалась у розчин сульфату міді, що містився в мідній банці, яка виконувала роль катода даної комірки. Використання пористого бар'єру дозволяло проходити крізь нього іонам, але не дозволяло розчинам змішуватися.

### Гравітаційна комірка

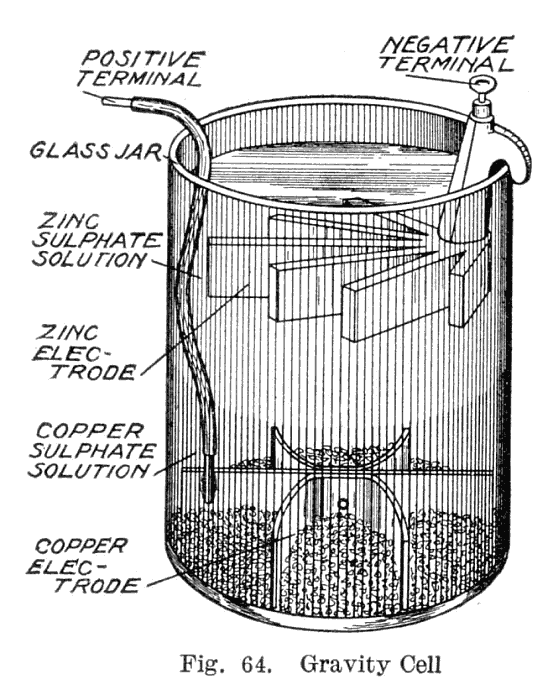
Ілюстрація гравітаційної комірки 1919 року.

В 1860-их роках француз на ім'я Калло винайшов різновид батареї, що називалася гравітаційною коміркою. Цей спрощений варіант був виконаний із застосуванням пористого бар'єру. Це дозволило зменшити внутрішній опір системи і, таким чином, батарея видавала більший струм. Вона швидко стала популярною серед Американських і Британських користувачів телеграфних мереж, і використовувалася до 1950-их років. 
Гравітаційна комірка складалася із скляної банки, на дні якої розміщався мідний катод, а під ободом розміщувався цинковий анод. Кристали сульфату міді зосереджувалися б довкола катода і тоді б банка наповнювалася дистильованою водою. При утворенні струму, шар розчину сульфату цинку утворювався б у верхній частині довкола анода. Цей верхній шар тримали окремо від нижнього шару за допомогою меншої густини верхнього шару і за допомогою полярності самої комірки.
Шар сульфату цинку був більш прозорим у порівнянні із темно синім шаром сульфату міді, що дозволяло персоналу наочно оцінювати строк служби батареї. Але цей варіант батареї передбачалося використовувати лише в стаціонарному застосуванні, інакше розчини б перемішалися або проливалися. Іншим недоліком було те, що струм повинен був генеруватися постійно, аби не дозволити розчинам змішатися шляхом дифузії, то ж цей тип батареї був непридатним для періодичного використання.

### Комірка Поггендорфа
В 1842 німецький вчений Поггендорф Йоганн Християн вирішив проблему із розділенням електроліту і деполяризатора, що виникали при використанні пористого глиняного горщика. У комірки Поггендорфа, іноді її називають коміркою Гренета, через  аналогічні роботи в 1859, електроліт був розчинений у сірчаній кислоті, а деполяризатором була хромова кислота. Дві кислоти були фізично змішані разом, без необхідності мати пористий горщик. Позитивним електродом (катодом) були дві карбонові пластинки, а цинкова пластина (негативний електрод або анод) розміщувалася між ними. Через схильність сильної кислотної суміші взаємодіяти із цинком, було передбачено механізм для підняття цинкового електрода очищеного від кислот.
Комірка забезпечувала напругу в 1,9 вольт. Вона була популярною серед експериментаторів протягом багатьох років, через відносно високу вихідну напругу; кращу здатність генерувати постійний струм і відсутність будь-яких парів, але через відносну крихкість тонкого скляного корпусу і необхідність підіймати цинкову пластинку, коли батарея не використовується з рештою виходила з ладу. Цю комірка також відома як 'комірка із хромовою кислотою', а за головним принципом як 'біхроматна комірка'. Друга назва походить від практики отримання хромової кислоти шляхом додавання сірчаної кислоти до біхромату калію, хоча сама комірка не містила дихромата.
На основі комірки Поггендорфа пізніше була створена комірка Фуллера. Хоч хімічний процес її був по суті однаковим, дві кислоти знову були розділені пористим контейнером, а цинк був оброблений ртуттю, утворюючи амальгаму.

### Комірка Грова
Валлійський винахідник Вільям Гров винайшов свою батарею в 1839. Вона складалася із цинкового анода, який занурювався у сульфатну кислоту і з платинового катода опущеного у нітратну кислоту, що розділялися пористою глиною. Комірка Грова забезпечувала високий струм і майже вдвічі більшу напругу ніж комірка Деніелла, що зробило її більш популярною для використання в телеграфних мережах в свій час. Однак, під час роботи вона утворювала отруйні пари оксиду азоту. Напруга різко просаджувалася, як падав заряд, що стало важливим оскільки телеграфні мережі зростали і ставали складнішими. Платина була дуже дорога.

## Перезаряджувані та сухі батареї

### Свинцево-кислотні

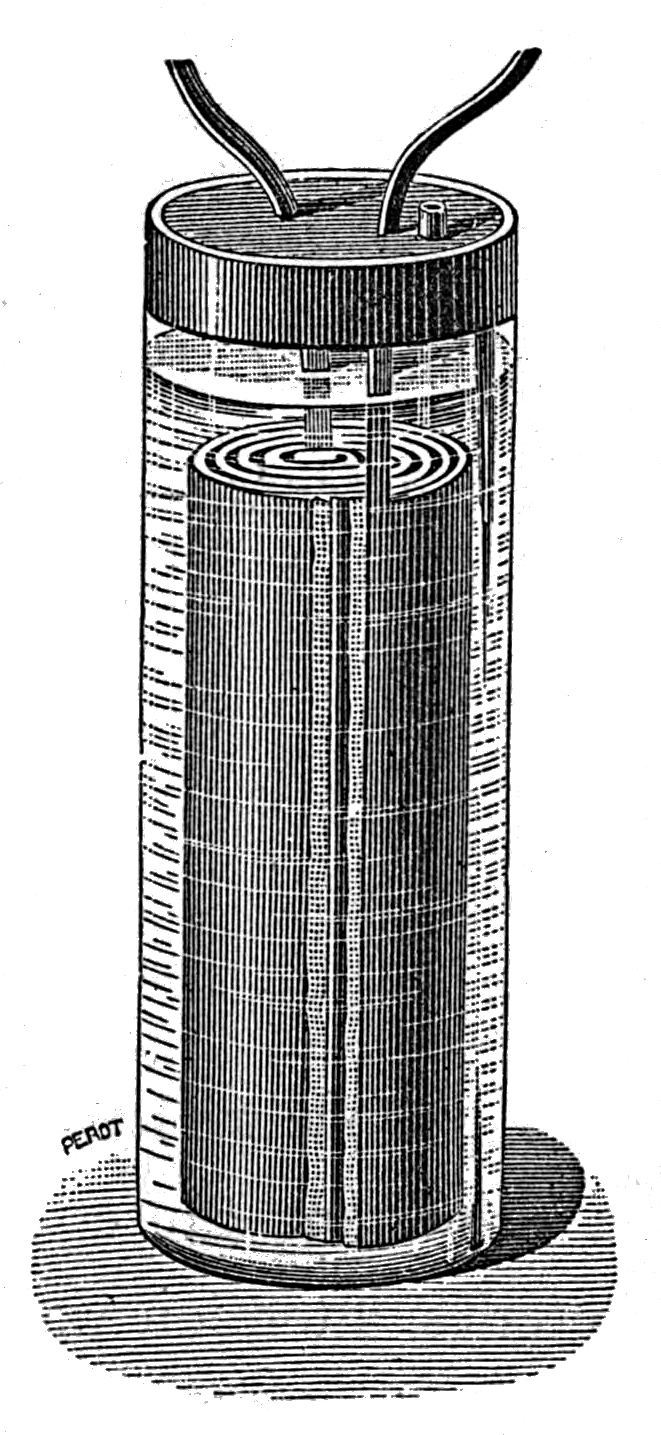
Ілюстрація 19-го століття оригінального свинцево-кислотного акумулятора Планте

До цього часу історії, всі батареї що існували повністю спустошувалися, після того як вичерпувалися хімічні реакції. В 1859, Гастон Планте винайшов свинцево-кислотний акумулятор, першу в світі батарею, яку можна було перезарядити пропустивши через неї зворотній струм. Комірка свинцево-кислотного акумулятора складалася із свинцевого анода і катода із діоксиду свинцю, занурених в сульфатну кислоту. Обидва електроди реагують із кислотою утворюючи сульфат свинцю, але хімічна реакція із свинцевим анодом вивільняє електрони, в той час як катод із діоксиду свинцю споживає їх, таким чином утворюється струм. Ці хімічні реакції можуть протікати в зворотньому напрямку при пропусканні зворотного струму через батарею, таким чином заряджаючи її.
Перша модель батареї, яку розробив Планте складалася із двох свинцевих листів, розділених між собою гумовими смужками згорнутих у спіраль. Вперше ці батареї були використані для живлення вогнів у вагонах поїздів, при зупинці на станції. В 1881, Каміль Альфонс Форе винайшов вдосконалену версію батареї, що складалася із свинцевої решітчастої пластини, в яку втискалася паста із оксиду свинцю, утворюючи суцільну пластину. Для більшої продуктивності декілька пластин укладалися в стек. Цей варіант був більш оптимальним для масового виробництва.
В порівнянні із іншими батареями, батареї Планте були важкими і громіздкими через кількість енергії, яку вони могли утримувати. Однак вони могли утворювати значно більший струм у перенапрузі. Вона мала дуже не великий внутрішній опір, завдяки чому однією батареєю можна було живити декілька електричних ланцюгів.
Свинцево-кислотні батареї можуть використовуватися і досі в автомобілях і в інших областях застосування, де вага батареї не є визначальним фактором. Її основні принципи роботи не змінювалися з 1859 року. На початку 1930-их, почали виробляти гелевий електроліт (замість рідкого), шляхом додавання діоксиду кремнію до зарядженої комірки, і це використовувалося у анодних батарей переносних радіостанціях із вакуумними трубками. В 1970-их, більш типовими стали "запаковані" версії (що загалом називалися "гелевими батареями" або "SLA"), це дозволяло використовувати батарею в різних положеннях без відмови чи протікання.
Сьогодні батареї належать до класу "первинних", якщо вони виробляють струм доки їх хімічні реактиви не будуть виснажені, і до "вторинних", якщо хімічні реакції можна відновити перезарядженням батареї. Свинцево-кислотні комірки були першими в світі "вторинними" батареями.